# اژدهای دوپا

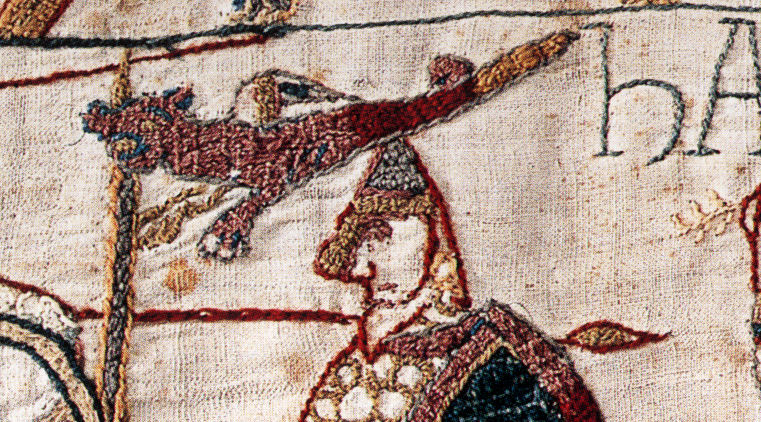
اژدهای دوپای زرین نماد پادشاهی انگلستان در عهد آنگلوساکسون‌ها بود.

اژدهای دوپا یا وایورن (انگلیسی: Wyvern) یا ویورن، یکی از موجودات افسانه‌ای و خطرناک در فولکلور آمریکا و اروپا از خانواده اژدهایان است. این موجود دوپا، سر و بال‌های یک اژدها و بدنی مانند بدن خزندگان دارد.
در تصاویر، معمولاً دُم این نوع اژدها انتهایی لوزی‌شکل یا پیکان‌مانند دارد.
از قرن شانزدهم، در درفش‌های انگلیسی، اسکاتلندی و ایرلندی، تفاوت اصلی در این بوده‌است که ویورن‌ها دارای دو پا هستند، در حالی که اژدهای معمولی دارای چهار پا رسم شده‌اند. با این حال، این تمایز معمولاً در نقوش سایر کشورهای اروپایی مشاهده نمی‌شود، و موجودات اژدهامانند دوپا هم همان اژدها خوانده می‌شوند.
در ژانر فانتزی معاصر، تمایز کمی بین اژدها و وایورن وجود دارد. وقتی در داستان‌های امروزی بیم آن‌ها تمایزی قائل شوند معمولاً اژدهای دوپا را کمتر اسرارآمیز و بیشتر خطرناک درنظر می‌گیرند. در این داستان‌ها، اژدهاهای دووا کوچکتر، ضعیف‌تر اما  باهوش‌تر از اژدهای معمولی هستند. در حالی که اژدهای خیالی غالباً دارای نفس آتشین هستند، وایورن‌ها به ندرت از چنین تونایی‌هایی برخوردارند و بیشتر، خشونت و دندان‌های تیز و چنگال آنها وحشت می‌آفریند.